# Neotrichia proboscidea
Neotrichia proboscidea är en nattsländeart som beskrevs av Oliver S. Flint Jr. 1974. Neotrichia proboscidea ingår i släktet Neotrichia och familjen smånattsländor. Inga underarter finns listade i Catalogue of Life.